# Macroscelidopsylla albertyni
Macroscelidopsylla albertyni är en loppart som beskrevs av De Meillon et Marcus 1958. Macroscelidopsylla albertyni ingår i släktet Macroscelidopsylla och familjen Chimaeropsyllidae. Inga underarter finns listade i Catalogue of Life.